# Odinia formosipennis
Odinia formosipennis är en tvåvingeart som beskrevs av Frey 1961. Odinia formosipennis ingår i släktet Odinia och familjen tickflugor.
Artens utbredningsområde är Myanmar. Inga underarter finns listade i Catalogue of Life.